# Arkadiusz Dziarmaga
Arkadiusz Dziarmaga (ur. 27 września 1998) – polski judoka.
Zawodnik KS Błękitni Tarnów (od 2012). Brązowy medalista zawodów pucharu Europy juniorów (Gdynia 2018). Brązowy medalista mistrzostw Polski seniorów 2018 w kategorii do 81 kg.